# 王武 (西汉)
王武（？—前53年），涿郡广望县（治今河北省博野县西北）人，西汉政治人物，汉宣帝母亲王翁须的哥哥。
王武本来居住在民间，是普通百姓。他的妹妹王翁须寄居在他人家中学习歌舞，后来被人买去送入汉武帝太子刘据宫中，成为刘据之子、皇孙刘进的妻妾，生下儿子刘病已。元平元年（前74年），刘病已由民间被迎入长安即位为汉宣帝。地节四年（前66年），王武因为是皇舅被封为乐昌侯。他的哥哥王无故，被封为平昌侯，赏赐以钜万计。甘露元年（前53年），王武去世，谥号共侯。其子王商袭爵，官至丞相。王商之子王安。